# محمود حسن (لاعب كرة قدم)
محمود حسن (1943 - ) هو لاعب كرة قدم مصري في مركز الوسط، شارك في الألعاب الأولمبية الصيفية 1964. ولعب مع نادي الترسانة.

## وصلات خارجية
- محمود حسن (لاعب كرة قدم) على موقع الاتحاد الدولي (مؤرشف)  (الإنجليزية)
- محمود حسن (لاعب كرة قدم) على موقع اللجنة الأولمبية الدولية (الإنجليزية)
- محمود حسن (لاعب كرة قدم) على موقع أوليمبيديا (الإنجليزية)